# L'album
L'Album è il primo album della crew Brokenspeakers, pubblicato a febbraio 2009. L'album è composto da 12 tracce, in collaborazione con Supremo 73, Il Turco e Danno, membro del gruppo capitolino Colle der Fomento.

## Tracce
1. La cosa nostra
2. Acqua alla gola
3. Cattive notizie (feat. Danno) [1]
4. Lato peggiore
5. Cinefilia pt.2
6. S.P.Q.R.
7. Mondo cane (feat. Supremo73)
8. Ti suona male
9. Questa notte pt.2
10. Piove sul bagnato
11. Nel bene e nel male (feat. Il Turco)
12. La mia pistola [2]